# أريكتشيا
أريكتشيا هي بلدة تقع في العاصمة روما في إيطاليا .

## السكان
في سنة 1871 بلغ عدد السكان 2٬115 نسمة، وتطور العدد ليصل في سنة 2011 لـ 18٬311 نسمة.
يظهر هذا المخطط البياني تطور النمو السكاني لـ أريكتشيا

## توأمة
لأريكتشيا اتفاقيات توأمة مع كل من:
- ليشتنفلز
- Cournon-d'Auvergne [الإنجليزية]‏
- Prestwick [الإنجليزية]‏

## أعلام
- ماركوس أتيوس